# مالا یاسیکووا
مالا یاسیکووا (به صربی: Mala Jasikova) یک منطقهٔ مسکونی در صربستان است که در زایچار واقع شده‌است. مالا یاسیکووا ۱۲٫۵۴ کیلومتر مربع مساحت و ۲۱۲ نفر جمعیت دارد و ۲۹۹ متر بالاتر از سطح دریا واقع شده‌است.